# Apatura obnubila
Apatura obnubila är en fjärilsart som beskrevs av Cabeau 1910. Apatura obnubila ingår i släktet Apatura och familjen praktfjärilar. Inga underarter finns listade i Catalogue of Life.